# Осијек Војаковачки
Осијек Војаковачки је насељено место у саставу града Крижеваца у Копривничко-крижевачкој жупанији, Република Хрватска.

## Историја
До територијалне реорганизације у Хрватској налазио се у саставу бивше велике општине Крижевци.

## Култура
У селу се налази српска православна црква Светог Николаја, која датира из друге половине 18. века.

## Становништво
На попису становништва 2011. године, Осијек Војаковачки је имао 205 становника.

## Попис 1991.
На попису становништва 1991. године, насељено место Осијек Војаковачки је имало 274 становника, следећег националног састава:
| Попис 1991.‍  | Попис 1991.‍  | Попис 1991.‍ | Попис 1991.‍ | Попис 1991.‍ |
| ------------ | ------------ | ----------- | ----------- | ----------- |
|              |              |             |             |             |
| Хрвати       | Хрвати       |             | 134         | 48,90%      |
| Срби         | Срби         |             | 115         | 41,97%      |
| Југословени  | Југословени  |             | 7           | 2,55%       |
| остали       | остали       |             | 1           | 0,36%       |
| неопредељени | неопредељени |             | 17          | 6,20%       |
| укупно: 274  |              |             |             |             |